# Duane Below
Pour les articles homonymes, voir Below.
Duane Arthur Below (né le 15 novembre 1985 à Britton, Michigan, États-Unis) est un lanceur gaucher des Ligues majeures de baseball jouant avec les Marlins de Miami.

## Carrière
Duane Below est drafté par les Tigers de Detroit au 19e tour de sélection en 2007.
Il fait ses débuts dans les majeures le 20 juillet 2011 comme lanceur partant des Tigers contre les Athletics d'Oakland. Malgré un solide départ au cours duquel il n'accorde qu'un point mérité aux Athletics, Below est crédité de la défaite dans le revers des Tigers. Il effectue un autre départ pour les Tigers et joue 12 fois comme lanceur de relève. Il affiche une moyenne de points mérités de 4,34 en 29 manches au monticule, avec deux défaites.
Il est réclamé au ballottage par les Marlins de Miami le 25 avril 2013.